# Березово (Великоустюгский район)
Березово — деревня в Великоустюгском районе Вологодской области.
Входила в состав Нижнеерогодского сельского поселения, с точки зрения административно-территориального деления — в Нижнеерогодский сельсовет. В результате объединения Нижнеерогодского сельского поселения с Марденгским входит в состав Марденгского сельского поселения с административным центром в деревне Благовещенье.
Расстояние по автодороге до районного центра Великого Устюга — 43,5 км, до бывшего центра муниципального образования Лодейки — 4,5 км. Ближайшие населённые пункты — Афанасовец, Большое Вострое, Скорятино.
По переписи 2002 года население — 24 человека (12 мужчин, 12 женщин). Всё население — русские.
Близ деревни Берёзово расположен памятник природы Вологодской области Мыс Бык.